# Giuseppe Giuliani
Giuseppe Giuliani (Trani, 31 maggio 1831 – 9 gennaio 1910) è stato un giurista italiano, professore di diritto, filosofia e diritto costituzionale all'università di Bari.
Fra le sue opere più conosciute ci sono Il diritto, Il liceo, La libera ragione e Il popolo. Pronunciò inoltre molti discorsi (L'istituzione dei giurati, del 1869, e La scienza nuova e la filosofia italiana, del 1860).
Nelle sue opere è in rilievo il concetto del patriottismo e dell'amore per la patria, ideale comune nel periodo dell'unità d'Italia.
Fu eletto a rappresentare il suo popolo e ne difese il diritto "al pane materiale e intellettuale", come lui stesso descrisse in un suo libro. Per denunciare le ingiustizie del tempo, fra le quali la persecuzione che anche lui stesso subì, sebbene fosse un nobile, pubblicò il volume Borghesia e popolo. Morì all'età di 78 anni.
La sua abitazione, che si trova nella sua città natale Trani, è ora un monumento nazionale.
| Controllo di autorità | VIAF (EN) 233084177 · SBN NAPV018201 |